# Eutrope le Lombard
Pour les articles homonymes, voir Eutrope.
Eutrope le Lombard (en latin : Eutropius Langobardus) est un chroniqueur italien de la fin du IXe siècle, auteur d'un traité rédigé en latin intitulé De juribus, ac privilegiis imperatorum in Imperio Romano (« Des droits et privilèges des empereurs dans l'Empire romain »), source d'informations sur le règne des empereurs d'Occident Louis II (850–875) et Charles II (875–877).
Nous ne savons rien de la vie d'Eutrope si ce n'est qu'il était Lombard (Langobardus) et prêtre (presbyter), et qu'il était entièrement dévoué au parti impérial.
Melchior Goldast, qui a imprimé le Traité d'Eutrope au XVIIe siècle, pense qu'il vivait autour de l'an 900.